# Chloroplastowy DNA
Chloroplastowy DNA, plastydowy DNA (chlDNA) – materiał genetyczny w postaci kolistego DNA znajdujący się w chloroplastach.
Typowa cząsteczka DNA w chloroplastach u roślin oraz u większości glonów ma formę kolistą. Koduje około 100 genów, najmniej z dotychczas zbadanych organizmów kodowanych jest w  DNA chloroplastów zarodźca malarii - około 70, organizm który ewolucyjnie utracił zdolność do przeprowadzania fotosyntezy, a najwięcej w DNA chloroplastów krasnorostów - około 300.
Chloroplasty, podobnie jak mitochondria, zawierają własny materiał genetyczny. Wielkość chloroplastowego genomu u roślin wyższych to np. około 150 kpz (szpinak) lub 120 kpz (groch). Niektóre chloroplasty posiadają wiele kopii chlDNA. Różnice w rozmiarze są wynikiem delecji fragmentu większego genomu, dzięki czemu powstaje mniejszy genom chloroplastowy. Geny w chloroplastach roślin wyższych są konserwatywne, a częstość mutacji jest stosunkowo niska. Chloroplastowy DNA posiada introny. Genom koduje wszystkie rRNA, tRNA i 45 białek. Wiele z tych białek zaangażowanych jest w proces fotosyntezy. Istnieją międzygatunkowe różnice chlDNA, ale głównie dotyczą one roślin wyższych i glonów, które także zawierają chloroplastowy DNA. DNA chloroplastowy dziedziczony jest wyłącznie po linii matczynej, ponieważ chloroplasty przekazywane są zygocie tylko przez komórkę jajową. Geny zlokalizowane w genomie chloroplastów wykazują dziedziczenie pozajądrowe, nie podlegają więc mendlowskim prawom dziedziczenia.
W skład genomu chloroplastowego porostnicy wielokształtnej  wchodzi 128 możliwych genów, w tym 4 sekwencje kodujące 4 rodzaje rRNA, 32 sekwencje dla tRNA oraz 55 zidentyfikowanych otwartych ramek odczytu dla białek. 8 Genów kodujących tRNA oraz 12 kodujących białka zawiera introny. Cząsteczka DNA składa się z 121024 par zasad. Większość białek obecnych w chloroplastach jest jednak kodowana przez genom jądrowy. 
W genomie ryżu siewnego składającym się z 134525 par zasad zidentyfikowano także 4 geny dla rRNA oraz 30 dla tRNA.
U okrytonasiennych zwykle genom chloroplastowy dziedziczony jest po matce, rzadziej po obu rodzicach. Czynnikiem zwiększającym prawdopodobieństwo transmisji plastydów za pośrednictwem komórek plemnikowych jest działanie niskich temperatur. U nagonasiennych stwierdzono dziedziczenie genomu chloroplastowego po ojcu. Badania na roślinach z rodzaju modrzew wskazują na możliwość rekombinacji między matczynym a ojcowskim chloroplastowym DNA.

## Endosymbioza
Poznanie sekwencji nukleotydów chloroplastowego DNA oraz porównanie jej z sekwencją DNA sinic wykazało liczne podobieństwa, co stało się ostatecznym dowodem wspierającym teorię endosymbiozy, która w latach 70 XX wieku konkurowała z teorią autogeniczną. Efektem badań było sporządzenie listy genów, które prawdopodobnie były początkowym zestawem w ewolucji endosymbiozy.